# Orunmila
Nella mitologia yoruba, Orunmila è il dio della creazione.
È conosciuto come ibi keji Olodumare (secondo solo al dio Olodumare) e eliri ipin (testimone della creazione), in quanto è stato inviato da Olodumare sulla terra per completare la creazione, rendere abitabile il pianeta ed organizzare la vita. Nella santeria è sincretizzato con san Francesco di Assisi.
A volte ci si riferisce a lui come Ifá, un'incarnazione della conoscenza e della saggezza e la più alta pratica di divinazione per il popolo Yoruba. Nonostante Orunmila non sia effettivamente Ifá, esiste una forte connessione tra i due, in quanto conduce il sacerdozio di Ifá. I sacerdoti di Ifá sono chiamati babalawo (padri dei segreti) o iyanifa (le sacerdotesse di Ifá).
Tra gli africani dell'ovest, si crede che Orunmila sia un antenato deificato che fu presente sia al momento della creazione, che in seguito, in mezzo a loro, da profeta, insegnò una forma più profonda di conoscenza e di etica.
Rappresenta simbolicamente il rinnovamento, il mistero, le forze occulte, la magia, la morte, i drammi passionali, l'invidia.
Orunmila è figlio incestuoso di Obatala e Yemayà (se si considera la teoria dove Yemayà è figlia di Obatalà) ed è parente di Shango e Eleggua.
Il rito di celebrazione della divinità, prevede l'offerta di alcuni tipi di cibi di origine animale, come la gallina e un tipo particolare di danza propiziatoria.